# Fonollada negra
La fonollada verda (Odontites vernus, sinònim: Odontites verna) és una espècie de planta nativa d'Europa i Àsia i naturalitzada a Amèrica del Nord. És una planta hemiparàsita de les arrels de plantes herbàcies comuna en sòls poc fèrtils. Té les flors vermelles o rosades i floreix de juny a setembre. És pol·linitzada er himenòpters.

## Etimologia
El nom del gènere (Odontites) deriva del grec "odos" o "odontos" (= dent, de la dent). Tal nom apareix per primera vegada en un escrit de Gaius Plini Segon (Como, 23 – Stabiae, 25 agost 79]), i es referix al seu ús contra el dolor de les dents.L'epítet específic (vernus) significa "primavera, de la primavera" i fa referència a l'època de florida d'aquesta planta.